# 祇園神社

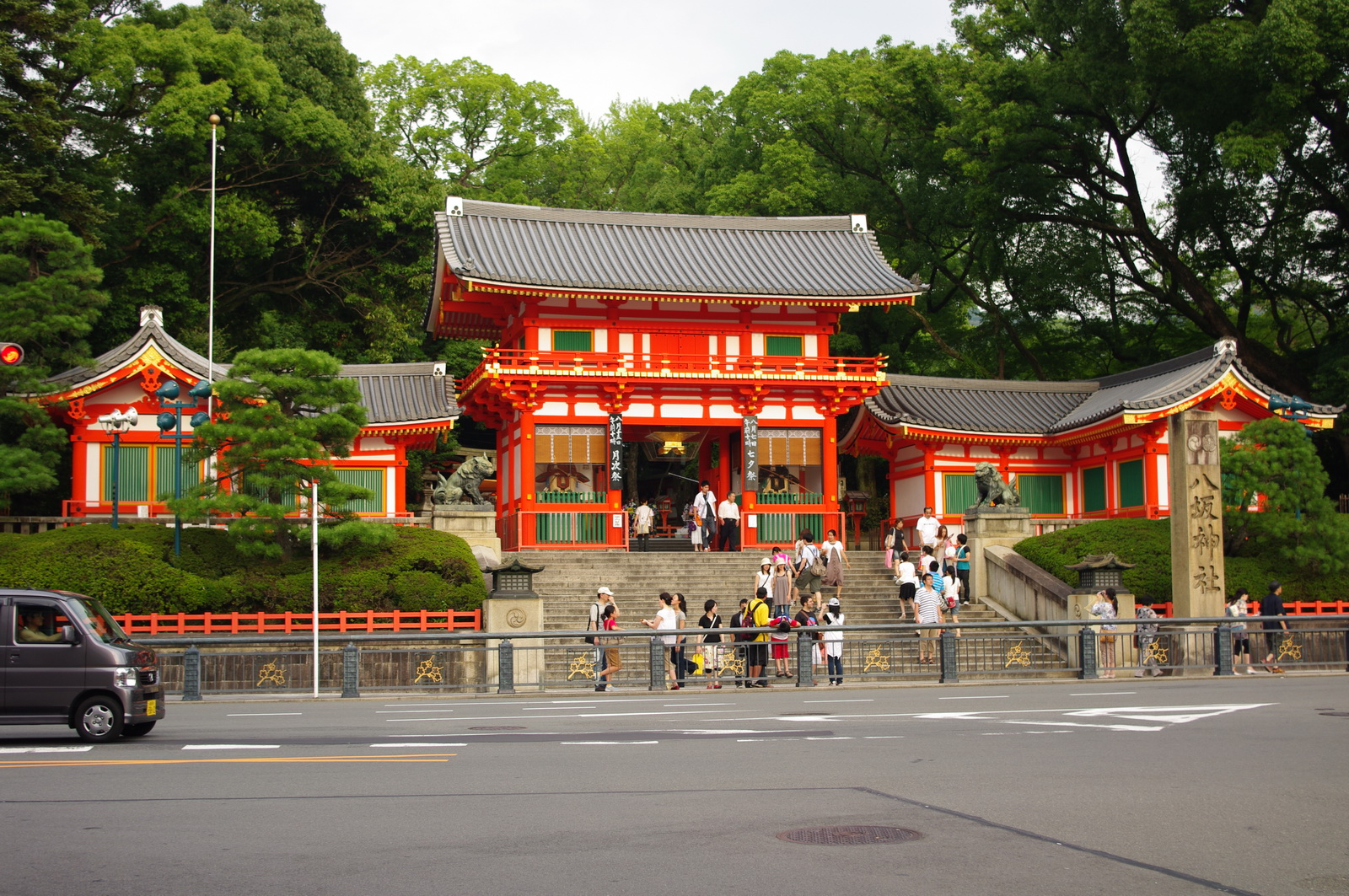
八坂神社（京都市東山区）

祇園神社（ぎおんじんじゃ）は、牛頭天王・スサノヲを祭神とする祇園信仰の神社。他に祇園信仰に基づく神社名称としては、八坂神社（八阪神社・弥栄神社）、広峯神社、天王神社、八雲神社、須賀神社、素盞嗚神社などがあり、時代や資料によって通用される。
名称は、神仏分離以前に現在主祭神とされているスサノヲが祇園精舎の守護神である牛頭天王と同一視され祀られていたことから来ている。同様の信仰を持ち、「牛頭天王社」と称する神社も多かった。
明治に神仏分離が行われた際、仏教の神である牛頭天王は祭神から外され、神道の神であるスサノヲが残ったが、同時に多くの神社名から仏教用語の「祇園」や「牛頭天王」が外され、総本社である京都の祇園社も八坂神社と改名された。しかし神社の名前が変更されても、地名としての「祇園」「天王」や、奉納される祭の「祇園祭」「祇園御霊会」といった呼称、また神社の愛称としての「祇園さん」「（お）天王さん」等が残っている地域は多い。

## 各地の祇園神社
近畿地方
- 祇園神社（滋賀県愛知郡愛荘町） - 毎年7月16日に行われる花火大会で有名。
- 祇園神社（兵庫県神戸市兵庫区上祇園町） - 平清盛縁の神社。祇園山の麓に鎮座する。

四国
- 祇園神社（徳島県吉野川市山川町安楽寺）  - 祇園には神体山の麓に淤騰夜神社（東方の忌部山の忌部神社末社）、天照皇大神宮が鎮座する。
- 祇園神社（愛媛県大洲市八多喜町甲） - 真冬の1月下旬に行われる祇園祭で知られる。祇園公園のある山の麓に鎮座。

中国地方
- 祇園神社（岡山県倉敷市下津井） - 境内は下津井城の跡地。江戸時代には北前船業者の崇敬を集めた。
- 安神社（お祇園さん）（広島県広島市安佐南区祇園） - もと京都の祇園（感神院）の分霊社。もと安芸之国祇園社と称し祇園の地名の起源であったが、明治2年に「安神社」と改称。附近は「上祇園」と称し、祇園小（祇園三丁目）、南に下祇園駅（祇園三丁目）、北に祇園町が所在し、西原（祇園東中など）、山本の一部（祇園山本）、長束の一部（祇園長束）も祇園と呼ぶ。

九州
- 祇園神社（福岡県久留米市草野町草野） - 須佐能袁神社（すさのおじんじゃ）の通称。
- 祇園社（佐賀県神埼市神埼町神埼 - 櫛田宮の境内社
- 祇園社（佐賀県神埼市神埼町尾崎）
- 北岡神社（熊本県熊本市西区春日） - 創建当初から「宝祚無窮、天下泰平、国家安全、悪魔降伏、西九守護」の勅願社であったが、1154年(久寿元年)に近衛天皇より「顕神院」の勅額とともに、「日本第弐 西九壹社（日本第二、西海道九カ国第一の祇園社の意）」の尊称を下賜された。
- 祇園神社（宮崎県日南市梅ヶ浜）
- 祇園神社（宮崎県西臼杵郡五ヶ瀬町鞍岡） - 夏の大祭（7月15日前後）、秋の例大祭「おくんち」で知られる。鞍岡祇園神社とも。神体山である祇園山の麓に鎮座。

## 名称が異なる祇園信仰の神社
- 愛知県豊橋市関屋町 吉田神社（牛頭天王社、吉田天王社、天王社） – 牛頭天王社であり、春日神である左京区吉田神楽岡町の吉田神社と吉田山、平麻呂流卜部氏系吉田氏と吉田神道、また類似した他の神社の名称とは関わりがない。秋里舜福編（寛政9年（1797）刊）の東海道名所図会では牛頭天王祠、明治2年の三河国全図（伊那県足助庁（明治2年9月設置）印）では、須佐男社となっている。
- 福島県南会津郡南会津町 田出宇賀神社 -祭神に須佐之男命がおり長沼宗政の祇園信仰により、鎮守であった田出宇賀神社の祭りに祇園祭の制を採り入れたのが起源とされる。

また、下のカテゴリ「祇園神社」を参照。